# Lijst van straatbendes uit Californië
Dit is een lijst van straatbendes uit Californië, Verenigde Staten. De lijst bevat namen van huidige en voormalige bendes. Deze lijst is op etnisch volgorde opgesteld.

## Afro-Amerikanen
- Black Guerrilla Family
- Bloods
  - Black P. Stones (Jungles)
  - Damús
  - Queen Street Bloods
  - Pirus
    - Cedar Block Piru Bloods
    - Mob Piru Bloods
    - Tree Top Pirus
- Crips
  - Venice Shoreline Crips
  - Kelly Park Compton Crips
  - Rollin 30's
  - Rollin 60 Neighborhood Crips
  - P Jay Crips

## Aziatische Amerikanen
- Big Circle Gang
- Born to Kill (straatbende)
- Chinese Triads (straatbende)
  - Four Seas
  - Joe Boys
  - United Bamboo Gang
  - Wah Ching
  - Wo Hop To
- Criminally Related Tongs (straatbende)
  - Bing Kong Tong
  - Hip Sing Tong
  - Ying On Tong
- Satanas
- Filipijnse Bendes
  - Akrho Pinoy (Genoemd naar 'Alpha Kappa Rho' van origine een studenten broederschap, opgericht in de jaren 80 in Manilla. Hoewel op de Filipijnen er nog steeds bijzonder gerespecteerde afdelingen van deze studentenvereniging, met gerespecteerde burgers als lid, is AKHRO ook op de Filipijnen reeds gedeeltelijk verworden tot een criminele bende die o.a. moorden op zijn geweten heeft. - Pinoy is een in de Filipijnen veel gebruikte uitdrukking voor Filipijn or Filipijns))
  - Bahala Na Gang (Bahala Na is een bekende fatalistische Filipijnse uitdrukking die betekent als 'laat maar gaan'of 'laat het maar aan god over)
  - Bahala Na Barkada (een 'Barkada' is een vriend of kameraad)
  - Batang P.I. (Batang heeft verschillende betekenissen zoals 'geit', 'meisje', 'jongen'. Hier refereert het waarschijnlijk naar een stad met die naam)
  - Batang City Jailers
  - B Down Boyz
  - Carson Pinoy Compadres
  - Crazys
  - Demonios
  - Diablos
  - Easy Going
  - FlipTown Mob ('Flip' is een geuzennaam voor Filipino's]
  - Flipside Trese
  - Hellside Gang
  - Insane Pinoy Tribe
  - Insane Diego Mob
  - Jefrox
  - Judas Trece
  - Kalaban (Kalaban betekent 'vijand' of  'slechterik')
  - Lil' Pinoy Satanas
  - Local Boys
  - Luzon Visaya Mobsters (Luzon is het eiland waarop Manilla gelegen is, de Visayas zijn de eilanden in het midden van de Filipijnen)
  - Mabuhay Pinoy Trece ('Mabuhay' betekent welkom)
  - Mano Mano (Uitdrukking die in het Eskrima staat voor een gevecht op zeer korte afstand. De term 'Mano Mano' suggereert hierbij ten onrechte dat het een ongewapend gevecht is)
  - Original Batang Pinas
  - Original Genocide
  - Original Pinoy Crew
  - Original Pinoy Posse
  - Pinoy Boyz Gang
  - PINOY RExAL
  - Pinoy Style
  - Pinoy Lokotes (or Pinoy Locos or Temple Street Gang) (Locotes= de gekken)
  - Rebel Boys
  - Real Pinoy Brotherhood
  - Satanas
  - Samahang Dugong Pinoy ('Samahang' betekent zoveel als vereniging of broederschap (ook voor vrouwen) en wordt gewoonlijk gebruikt ter aanduiding van een studentenvereniging)
  - Samahang Ilocano (Van oorsprong de naam van een Filipijns studentendispuut waarvan de leden Ilocano spreken.
  - Sama Sama Boys
  - Salbaje Boyz ('Salbaje' betekent zoveel als 'wild', 'wilde', 'wild beest', 'ruw')
  - Scout Royal Brotherhood
  - Silly Boyz
  - Stateside Islanders
  - T.A.B.U.S. (opgeheven)
  - Tau Gamma Pinoy (Tau Gamma was van origine de naam van een Studentendispuut in de Filipijnen die daar rivaliseerden met AKHRO. In de Filipijnen gedeeltelijk al verworden tot bende en nog steeds een grote rivaal van AKRHO)
  - Temple Street Trese
  - The Boys
  - Tres Cantos ("Drie liedjes")
  - Tropang Hudas (Betekent 'De verraders bende')
  - Tunay Na Pinoy (betekent zoveel als "Echte Filipino's")
  - Vigilante Boyz
  - West Covina Boyz
  - Westside Islanders-E/S Long Beach
  - Westside Rollers

## Hispanics
- 18th Street Gang
- 38th Street gang
- Clanton 14
- Venice 13
- Culver City Boys 13
- Mara Salvatrucha
- Maras (straatbende)
- Mara 18
- Maravilla
- Mexican Mafia
  - The Avenues (gang)
  - Onterio Varrio Sur
  - Barrio Longo 13
  - Tooner Ville Rifa 13
- Nuestra Familia
  - Norteños

## Motorclubs
- Hells Angels
- Mongols MC

## Blanke Amerikanen
- Aryan Brotherhood
- Nazi Lowriders
- Sydney Ducks

## Andere bendes
- Armeense maffia